# Bodkargölarna
Bodkargölarna eller Bodkargölen är en mosse i Lemlands kommun på Åland belägen ca 3 km sydost om kommunens administrativa centrum Söderby. Vattnet rinner från myrens västra sida mot sydväst och mynnar ut i havet i Kuggholmsfjärden.
Bodkargölarna är ett högmossekomplex. Myrens centrala delar är trädlösa eller täckt av gles eller medeltät tallskog. Randskogen består av medeltät och ställvis tät blandskog.